# Movimento della lettera di seta
Il movimento della lettera di seta (in indiano: Tehreek-e-Reshmi Rumal) è il nome col quale viene indicato un movimento politico organizzato dai capi Deobandi tra il 1913 ed il 1920, avente lo scopo di ottenere l'indipendenza indiana dal governo britannico formando un'alleanza con Impero ottomano, emirato dell'Afghanistan e Impero tedesco. Il complotto venne scoperto nella provincia del Punjab dal CID tramite l'intercettazione di alcune lettere scritte da Ubaidullah Sindhi, uno dei capi Deobandi in Afghanistan, ed indirizzate a Mahmud Hasan Deobandi, altro leader all'epoca nell'Hejaz. Le lettere erano scritte su pezzi di seta, da cui il nome.

## Il movimento
Muhammad Mian Mansoor Ansari si recò nell'Hejaz con Mahmood Hasan nel settembre del 1915. Tornò in India nell'aprile del 1917 con una Ghalib Nama (lettera di seta) che mostrò ai combattenti indiani e poi giunse a Kabul nel giugno del 1916.
Con lo scoppio della prima guerra mondiale, Ubaidullah Sindhi e Mehmud Hasan (dirigente del Darul Uloom Deoband) si recarono a Kabul e nell'Hejaz rispettivamente nell'ottobre del 1915 per avviare una insurrezione mussulmana attorno all'India. Con questo proposito, Ubaid'Allah propose all'emiro Habibullah Khan dell'Afghanistan di dichiarare guerra alla Gran Bretagna, mentre Mahmud al Hasan cercò l'aiuto di Germania e Turchia. Hasan procedette verso il vilayet dell'Hejaz. Ubaid Allah, nel frattempo, fu in grado di stabilire relazioni amichevoli con l'emiro dell'Afghanistan. A Kabul, Ubaid'Allah, assieme ad alcuni studenti che avevano aderito alla jihad proclamata dal califfo ottomano contro la Gran Bretagna, decise che la causa panislamica fosse la soluzione ideale per focalizzare gli intenti dell'Indian Freedom Movement.
La Commissione di Berlino (che divenne nota col nome di Commissione per l'Indipendenza Indiana dopo il 1915) produsse una missione diplomatica indo-tedesco-turca verso il confine indo-iraniano, col proposito di incoraggiare le tribù locali ad attaccare i centri d'interesse inglesi. Il gruppo si incontrò con i Deobandi a Kabul nel dicembre del 1915. La missione, oltre a portare i membri del movimento indiano al confine dell'India, portava con sé messaggi del kaiser tedesco, di Enver Pasha e di Abbas Hilmi, ex khedivè d'Egitto, i quali esprimevano il loro supporto alla missione di Pratap ed invitavano l'emiro dell'Afghanistan a muoversi contro l'India britannica
Gli intenti immediati della missione erano quelli di far rivoltare l'emiro contro l'India britannica e di ottenere dal governo afghano il diritto al libero passaggio. Dopo la scoperta del piano i leader del movimento Deobandi vennero arrestati.

## Eredità

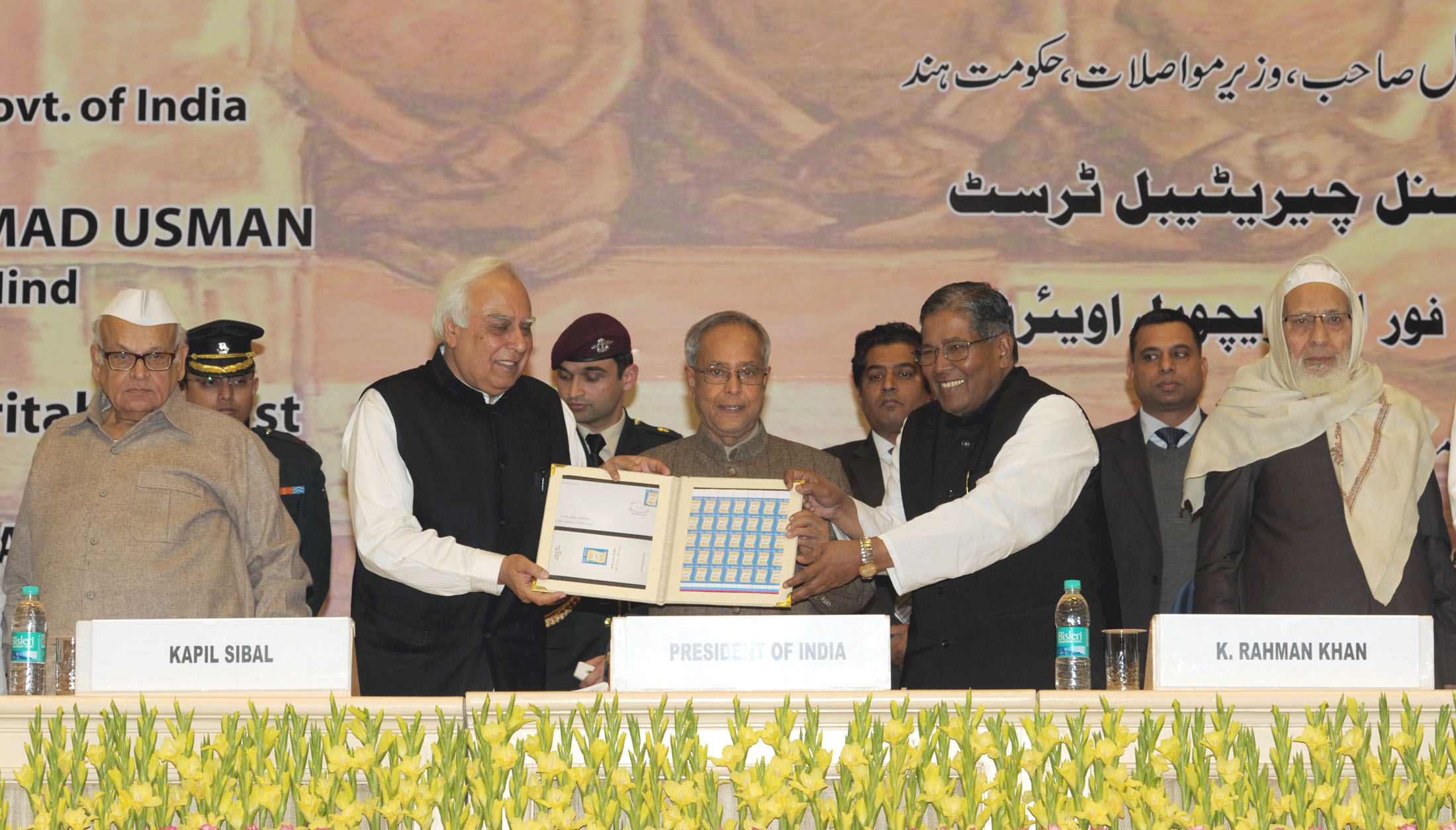
Pranab Mukherjee, ex presidente indiano, presenta il francobollo commemorativo del Movimento della lettera di seta nel 2013.

Nel gennaio del 2013, il presidente indiano, Pranab Mukherjee presentò un francobollo commemorativo dedicato al Movimento della lettera di seta, nel centenario della sua creazione, per commemorare i sacrifici dei gruppi che condussero all'indipendenza dell'India.